# ARC Europe
ARC Europe ist ein Zusammenschluss von acht führenden Verkehrsclubs in Europa.
ARC Europe wurde 1991 in Brüssel gegründet. Ihm gehören neben dem ADAC, Touring Club Schweiz und ÖAMTC auch der britische AA, der italienische ACI, der niederländische ANWB, sowie TCB aus Belgien und RACE aus Spanien an. Der ARC repräsentiert 34 Millionen Mitglieder.
Internationale Kooperationen existieren unter anderem mit der American Automobile Association.